# Sašo Lap
Sašo Lap, slovenski politik in poslanec, * 4. oktober 1953, † avgust 2025. 

## Življenjepis
Rojen 4. oktobra 1953 na Jesenicah na Gorenjskem.
- 1960 Osnovna šola v Stražišču pri Kranju
- 1968 Tehniška srednja šola Iskra Kranj
- 1972 Fakulteta za strojništvo Ljubljana
- 1976 ing. pripravnik v Iskra Kranj
- 1983 vodja tehnologije v Iskra Telematika Labore
- 1988 ob delu diploma iz organizacije
- 1989 kolportaža DEMOKRACIJE po Sloveniji, Avstriji in na Hrvaškem
- 1991 v Moskvi poskus predaje tovarne telefonov na ključ
- 1992 Poslanec 1. sklica Državnega zbora RS, ustanovitelj in vodja Samostojne poslanske skupine (SPS), predsednik parlamentarne stranke Slovenska nacionalna desnica (SND)
- 1997 pravičnik
- 1998 prijavljen na Zavodu za brezposelne
- 1999 svetovalec Vlade RS
- 2007 sekretar na MKGP
- 2012 sekretar v Generalnem sekretariatu MF
- 2016 po 40. letih v pokoj

Leta 1992 je bil izvoljen v 1. državni zbor Republike Slovenije kot član SNS; v tem mandatu je bil član naslednjih delovnih teles:
- Preiskovalna komisija o preiskavi politične odgovornosti posameznih nosilcev javnih funkcij v izvršnih svetih občin in republike za razkroj gospodarskega sistema Iskre (pobudnik, soustanovitelj in namestnik predsednika),
- Komisija za evropske zadeve (podpredsednik),
- Komisija za volitve, imenovanja in administrativne zadeve (od 23. aprila do 23. decembra 1993 in od 24. novembra 1994),
- Odbor za mednarodne odnose (od 6. oktobra 1994),
- Odbor za gospodarstvo (do 6. oktobra 1994),
- Odbor za finance in kreditno-monetarno politiko (do 31. marca 1995),
- Odbor za znanost, tehnologijo in razvoj (do 6. oktobra 1994) in
- Preiskovalna komisija o raziskovanju povojnih množičnih pobojev, pravno dvomljivih procesov in drugih tovrstnih nepravilnosti.

1. februarja 1993 je v Državnem zboru ustanovil Samostojno poslansko skupino in jo tudi vodil do konca leta 1993. 
Junija 1993 je ustanovil politično stranko Slovenska nacionalna desnica (SND), ki jo je vodil do junija 1998.
V letu 2015:
- član Uradniškega sveta RS
- član Programskega Sveta RTV  Slovenija
- član Sveta Gimnazije Kranj
- član Izvršnega odbora Društva poslancev 90 (DP90)

V letu 2020:
- sekretar DP90 (2020-2024)

V letu 2024
- sekretar DP90 (2024-25/mandat je imel do 2028)